# Xylocopa ogasawarensis
Xylocopa ogasawarensis är en biart som beskrevs av Matsumura 1932. Xylocopa ogasawarensis ingår i släktet snickarbin, och familjen långtungebin. Inga underarter finns listade i Catalogue of Life.